# (35271) 1996 RR3
1996 RR3 (asteroide 35271) é um asteroide da cintura principal. Possui uma excentricidade de 0.02169810 e uma inclinação de 3.28229º.
Este asteroide foi descoberto no dia 13 de setembro de 1996 por NEAT em Haleakala.